# Кук, Джеймс (игрок в американский футбол, 1999)
Джеймс Кук (англ. James Cook; 25 сентября 1999, Майами, Флорида) — американский футболист, раннинбек клуба НФЛ «Баффало Биллс». На студенческом уровне играл за команду университета Джорджии. Победитель студенческого национального чемпионата 2021 года. На драфте НФЛ 2022 года был выбран во втором раунде.

## Биография
Джеймс Кук родился 25 сентября 1999 года. Младший брат профессионального футболиста Делвина Кука. Учился в старшей школе Майами Сентрал. Играл за её футбольную команду, занимался лёгкой атлетикой: бегом на 100, 200 и 400 метров, толканием ядра. В 2018 году участвовал в матче всех звёзд школьного футбола. На момент выпуска занимал первое место в рейтинге универсальных раннинбеков по версии Rivals. После окончания школы получил спортивную стипендию в университете Джорджии.

### Любительская карьера
В 2018 году Кук дебютировал в футбольном турнире NCAA. Он сыграл в тринадцати матчах сезона, набрав выносом 284 ярда. В 2019 году он принял участие в четырнадцати играх, набрал 188 ярдов и занёс два тачдауна. По итогам года ему была вручена командная награда самому прогрессирующему игроку нападения. В сокращённом из-за пандемии COVID-19 турнире 2020 года Кук сыграл восемь матчей, набрав 303 ярда выносом и 255 ярдов на приёме.
В 2021 году Кук принял участие в пятнадцати матчах сезона, в трёх выходил на поле в стартовом составе. По итогам турнира он установил личные рекорды по количеству набранных пасом и выносом ярдов. В полуфинале плей-офф против Мичигана он стал самым результативным принимающим команды со 112 ярдами и тачдауном. Вместе с Джорджией стал победителем национального чемпионата.

#### Статистика выступлений в NCAA
| Сезон | Команда           | Игры | Приём | Приём | Приём | Приём | Вынос | Вынос | Вынос | Вынос |
| Сезон | Команда           | Игры | Rec   | Yds   | Y/A   | TD    | Att   | Yds   | Y/A   | TD    |
| ----- | ----------------- | ---- | ----- | ----- | ----- | ----- | ----- | ----- | ----- | ----- |
| 2018  | Джорджия Буллдогз | 13   | 8     | 89    | 11,1  | 0     | 41    | 284   | 6,9   | 2     |
| 2019  | Джорджия Буллдогз | 14   | 16    | 132   | 8,3   | 0     | 31    | 188   | 6,1   | 2     |
| 2020  | Джорджия Буллдогз | 8    | 16    | 225   | 14,1  | 2     | 45    | 303   | 6,7   | 3     |
| 2021  | Джорджия Буллдогз | 15   | 27    | 284   | 10,5  | 4     | 113   | 728   | 6,4   | 7     |
| Всего | Всего             | 50   | 67    | 730   | 10,9  | 6     | 230   | 1503  | 6,5   | 14    |

### Профессиональная карьера
Перед драфтом НФЛ 2022 года аналитик издания Bleacher Report Нейт Тайс прогнозировал Куку выбор в четвёртом раунде и будущее игрока ротации. К достоинствам игрока он относил скорость и атлетизм, полезность в роли принимающего, навыки работы на маршрутах и умение контролировать своё тело. Главным минусом Тайс называл антропометрические данные Кука, не позволяющие ему действовать на блоках и играть в силовой манере.
На драфте Кук был выбран «Баффало Биллс» во втором раунде под общим 63-м номером. В мае 2022 года он подписал с клубом четырёхлетний контракт на общую сумму 5,8 млн долларов. В регулярном чемпионате НФЛ Кук дебютировал 8 сентября в матче против «Лос-Анджелес Рэмс».

#### Статистика выступлений в НФЛ

##### Регулярный чемпионат
| Сезон | Команда       | Игры | Приём | Приём | Приём | Приём | Вынос | Вынос | Вынос | Вынос |
| Сезон | Команда       | Игры | Rec   | Yds   | Y/A   | TD    | Att   | Yds   | Y/A   | TD    |
| ----- | ------------- | ---- | ----- | ----- | ----- | ----- | ----- | ----- | ----- | ----- |
| 2022  | Баффало Биллс | 1    | 0     | 0     | 0,0   | 0     | 1     | 2     | 2,0   | 0     |
| Всего | Всего         | 1    | 0     | 0     | 0,0   | 0     | 1     | 2     | 2,0   | 0     |